# Standsorganisatie
Een standsorganisatie is een organisatie van mensen van gelijke stand die op enigerlei wijze bijdraagt aan het welzijn van de leden.

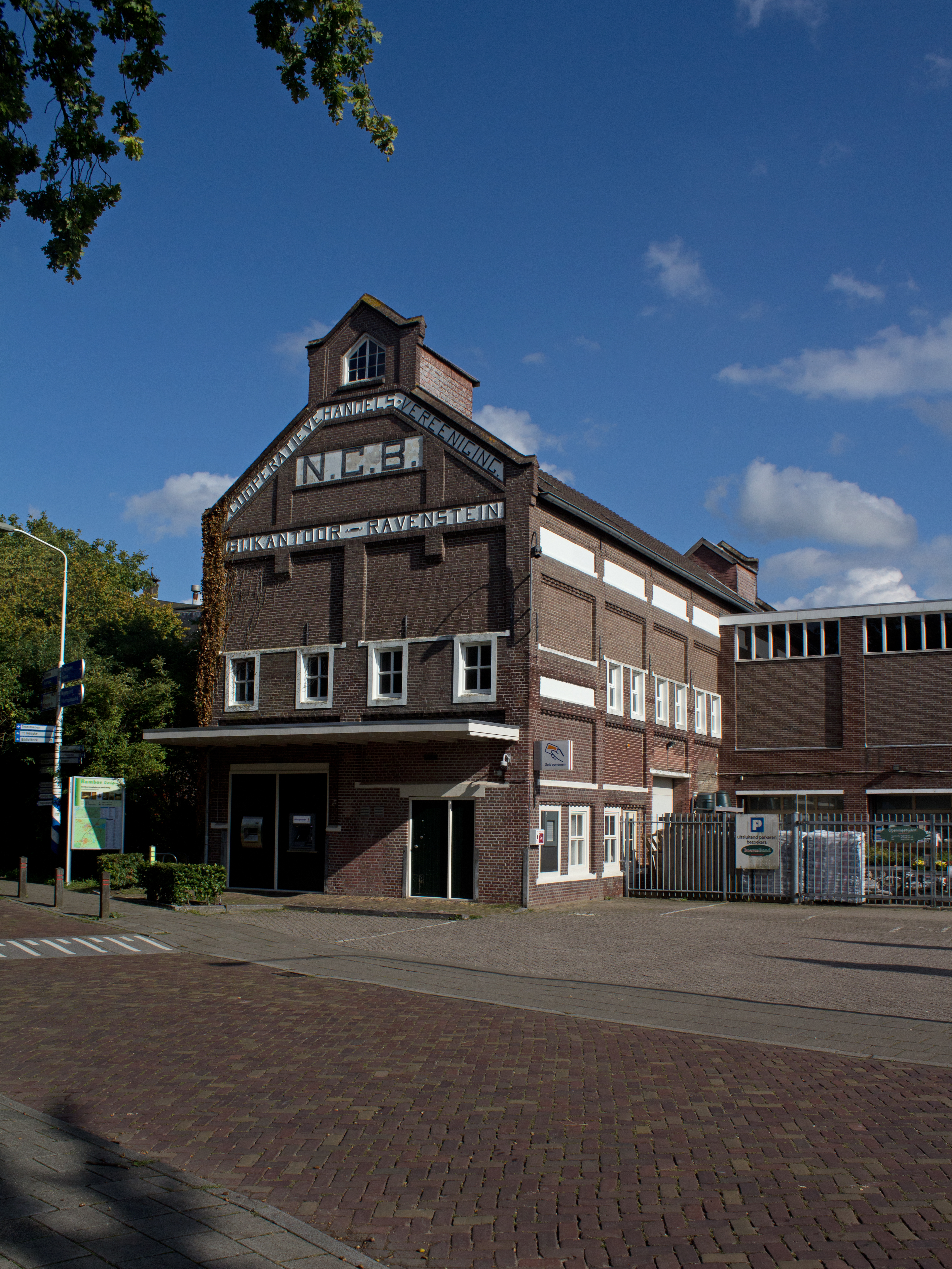
Pand Noordbrabantse Christelijke Boerenbond

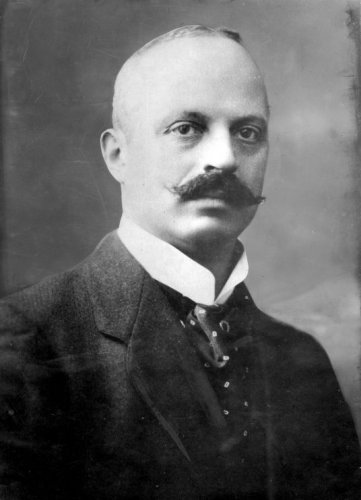
minister-president De Beerenbrouck, oprichter van de Sint Albertvereniging

Binnen het katholicisme wordt een standsorganisatie gezien als een maatschappelijke organisatie die buiten de kerk zorgdraagt voor het (geestelijk) welzijn van degenen die tot die stand behoren met als hoger doel de op God gerichte volmaakte orde. Mensen van een bepaalde stand zouden vergelijkbare omgangsvormen en een vergelijkbare cultuur hebben en daarom een eigen organisatie nodig hebben. In de praktijk zijn standen vergelijkbaar met klassen. Standen die doorgaans onderscheiden worden zijn: arbeiders, boeren, zelfstandigen, gegoede werknemers en de hogere stand. 
In Nederland kregen standsorganisaties vooral in de agrarische sector vorm, waar ze de rechten en belangen van boeren behartigden. De Katholieke Nederlandse Boeren- en Tuindersbond was daarvan het beste voorbeeld. Op enig moment werden ook de andere boerenbelangenorganisaties vaak aangeduid als standsorganisaties. Daarnaast waren er andere organisaties in de vorm van standsorganisaties, met name de Nederlandse Rooms-Katholieke Middenstandsbond, de Algemeen Rooms-Katholiek Werkgeversverbond, de Rooms-Katholiek Werkliedenverbond en de Sint Adelbertvereniging. 
In België is de situatie vergelijkbaar. Standsorganisaties waren onder meer het Algemeen Syndicaat van Reizigers, Bedienden, Handelaars en Patroons, de Algemeen Christen Werkersverbond (ACW), de Belgische Boerenbond en Federatie van Katholieke Kringen.